# Neck of Land
Der Neck of Land (‚Landenge‘, auch Neck-o-Land) ist eine kleine Halbinsel der Karibikinsel Antigua, im Staat Antigua und Barbuda. Sie bildet den östlichsten Punkt der Hauptinsel.
Der Neck of Land erstreckt sich vor der abgelegenen südöstlichen Halbinsel Antiguas in die Green Bay, die relativ geschützte Meerenge zur Green Island, der östlichsten Nebeninsel des Eilands. Weil die Green Bay die – relativ gefährliche – Passage in die Nonsuch Bay ist, bildet der Neck of Land eine wichtige Navigiermarke.
Sie ragt etwa 400 Meter in den Atlantik, und ist nur durch ein wenige Meter breites Stück Sandstrand mit dem Festland verbunden. Dabei trennt sie die Little Deep Bay im Süden vom Devils Hole, einer Nebenbucht der Green Bay, im Norden. Die Halbinsel ist nur um die 100 Meter breit, wenig hoch und von tropischem Buschwald bestanden.
Der Strand, der sich beiderseits der Halbinsel und zu ihr erstreckt, Green Bay Isthmus Beach genannt, ist ein selten besuchter Strand ohne jegliche Infrastruktur – Mill Reef ist eine recht abgeschlossene noble Villensiedlung, der Strand aber frei zugänglich. Die Halbinsel selbst ist ebenfalls von schmalem Strand gesäumt.